# Giorgio Zampori
Giorgio Zampori (né le 4 juin 1887 à Milan et mort le 7 décembre 1965 à Breno, en Lombardie) était un gymnaste italien.

## Reconnaissance
Le 7 mai 2015, en présence du président du Comité national olympique italien (CONI), Giovanni Malagò, a été inauguré  le Walk of Fame du sport italien dans le parc olympique du Foro Italico de Rome, le long de Viale delle Olimpiadi. 100 tuiles rapportent chronologiquement les noms des athlètes les plus représentatifs de l'histoire du sport italien. Sur chaque tuile figure le nom du sportif, le sport dans lequel il s'est distingué et le symbole du CONI. L'une de ces tuiles lui est dédiée .

## Palmarès

### Jeux olympiques
- Stockholm 1912
  -  médaille d'or au concours par équipes

- Anvers 1920
  -  médaille d'or par équipes
  -  médaille d'or au concours général individuel

- Paris 1924
  -  médaille d'or par équipes
  -  médaille de bronze aux barres parallèles

### Championnats du monde
- Turin 1909
  -  médaille de bronze aux anneaux
  -  médaille de bronze aux concours par équipes

- Luxembourg 1911
  -  médaille d'or aux barres parallèles
  -  médaille d'argent au cheval d'arçons

- Paris 1913
  -  médaille d'or au cheval d'arçons
  -  médaille d'or aux anneaux
  -  médaille d'or aux barres parallèles
  -  médaille de bronze aux concours par équipes